# برونون ناکس
برونون ناکس (انگلیسی: Bronwen Knox؛ زادهٔ ۱۶ آوریل ۱۹۸۶) بازیکن زن واترپلو اهل استرالیا است.
وی در مسابقات کشوری و بین‌المللی در مجموع برندهٔ ۱ مدال طلا، ۴ مدال نقره، ۴ مدال برنز شده‌است.